# مركز البحره
مركز البحره أحد المراكز الادارية التابعة لمحافظة الطائف في منطقة مكة المكرمة.

## المركز
يبعد المركز عن المحافظة حوالي 280 كم بإتجاه الشمال الشرقي، نوع الطريق أسفلتي بحوالي 200 كم وطريق وعر بحوالي 80 كم. أقرب مدينة أو قرية بها مركز خدمات صحية هو مركز العلا البادرية والذي يبعد عن المركز 15 كم. تاخدمات التعليمية: مدرية البحره الابتدائية ومدرسة البحره المتوسطة (بنين)، مدرسة البحره لتعليم الكبار، مدرسة البحره الابتدائية (بنات). يتبع المركز أربعة قرى:
- العيينة.
- بدائع جابر.
- الحفنه بالرميثه.
- العلا البادريه.